# Senato (Zimbabwe)
Il Senato zimbabwese è la camera alta del parlamento dello Zimbabwe.